# Piece of Me
Piece Of Me er en sang af den amerikanske popsangerinde Britney Spears og er den anden single på hendes album Blackout. Sangen er skrevet og produceret af producerparret Bloodshy & Avant, der stod bag hittet Toxic og har herudover bidraget med to andre sange på Blackout . Piece Of Me vurderes at blive den anden single fra albummet efter Gimme More. Ifølge den engelske tabloidavis The Sun er sangen albummets stærkeste track. 

## Sangtekst
Sangen blev lækket på hjemmesiden YouTube 4. oktober 2007 og siden har sangens tekst spredt en del røre i pressen på grund af sangens meget personlige og barske tekst: 
Videoen har premiere den 31. december på TRL.

## Musikvideo
De første 30 sekunder af musikvideoen blev lækket den 13. december, men den 14. december blev hele videoen lagt på youtube.

## Konkurrence
```
Mtv lancerede en konkurrence med Britney i starten af januar. Fans skal lave deres egne videoer og Britney vælger den bedste d. 20 december.
```